# エッジウェア・ハイゲート・アンド・ロンドン鉄道

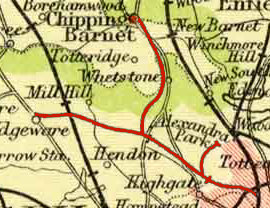
1900年の地図に表されたエッジウェア・ハイゲート・アンド・ロンドン鉄道の路線

エッジウェア・ハイゲート・アンド・ロンドン鉄道（エッジウェア・ハイゲート・アンド・ロンドンてつどう、英語：Edgware, Highgate and London Railway）はロンドン北部にかつて存在した鉄道会社である。1930年代にはロンドン地下鉄ノーザン線の大規模な路線拡大策の中核となっていたが、第二次世界大戦により計画が変更され、一部がノーザン線に編入されたにとどまっている。ノーザン線に編入されなかった区間の旅客営業は1950年代までに取りやめられ、後に路線も撤去されている。

## 創立
エッジウェア・ハイゲート・アンド・ロンドン鉄道は1862年6月3日に議会を通過した個別的法律案によって成立、後年ロンドンの近郊の住宅地となるミドルセックスの田園地帯に路線が敷設された。路線は当初フィンズベリー・パークからストラウド・グリーン、クラウチ・エンド、ハイゲート、フィンチリー、ミル・ヒルを経由してエッジウェアに至る、全長8.75マイル (14.08 km)の区間で、1864年にハイゲートからミューゼル・ヒルまで、1866年にフィンチリーからハイ・バーネットへの支線の認可を得ている。エッジウェア・ハイゲート・アンド・ロンドン鉄道はキングス・クロスからフィンズベリー・パーク経由でポッターズ・バーに至る路線を運営していた グレート・ノーザン鉄道（英語：Great Northern Railway、 GNR）の支援を受けていたが、フィンズベリー・パークからエッジウェアまでの路線が開業する直前の1867年7月にグレート・ノーザン鉄道に買収され、同鉄道の一路線として1867年8月22日に開業を見ている。
開業当初、エッジウェアからの列車はフィンズベリー・パーク経由キングス・クロス行をはじめ、スノー・ヒル・トンネルを超えてテムズ川南岸のラッゲート・ヒル、ブラックフライアーズ、ラフボロ・ロードまで運転されたが、1869年以降はムーアゲート止まりとなった。一部の列車はフィンズベリー・パークからノース・ロンドン鉄道に乗り入れてブロード・ストリートまで運転された。1870年にはハイ・バーネットまでの支線と、ミューゼル・ヒルまでの支線の開業に備え、フィンズベリー・パークとフィンチリー・アンド・ヘンドン（後のフィンチリー・セントラル）間が複線化された。
線路用地の買収価格が高騰したため、路線の建設にあたっては建設費低減のため切取、築堤、高架橋などが多用された。トンネルの間の切取にハイゲート駅を設けたハイゲート・ヒルの事例、ドリス・ブルックを超える高架橋と、ミューゼル・ヒルの高架橋は特に有名である。

## 支線

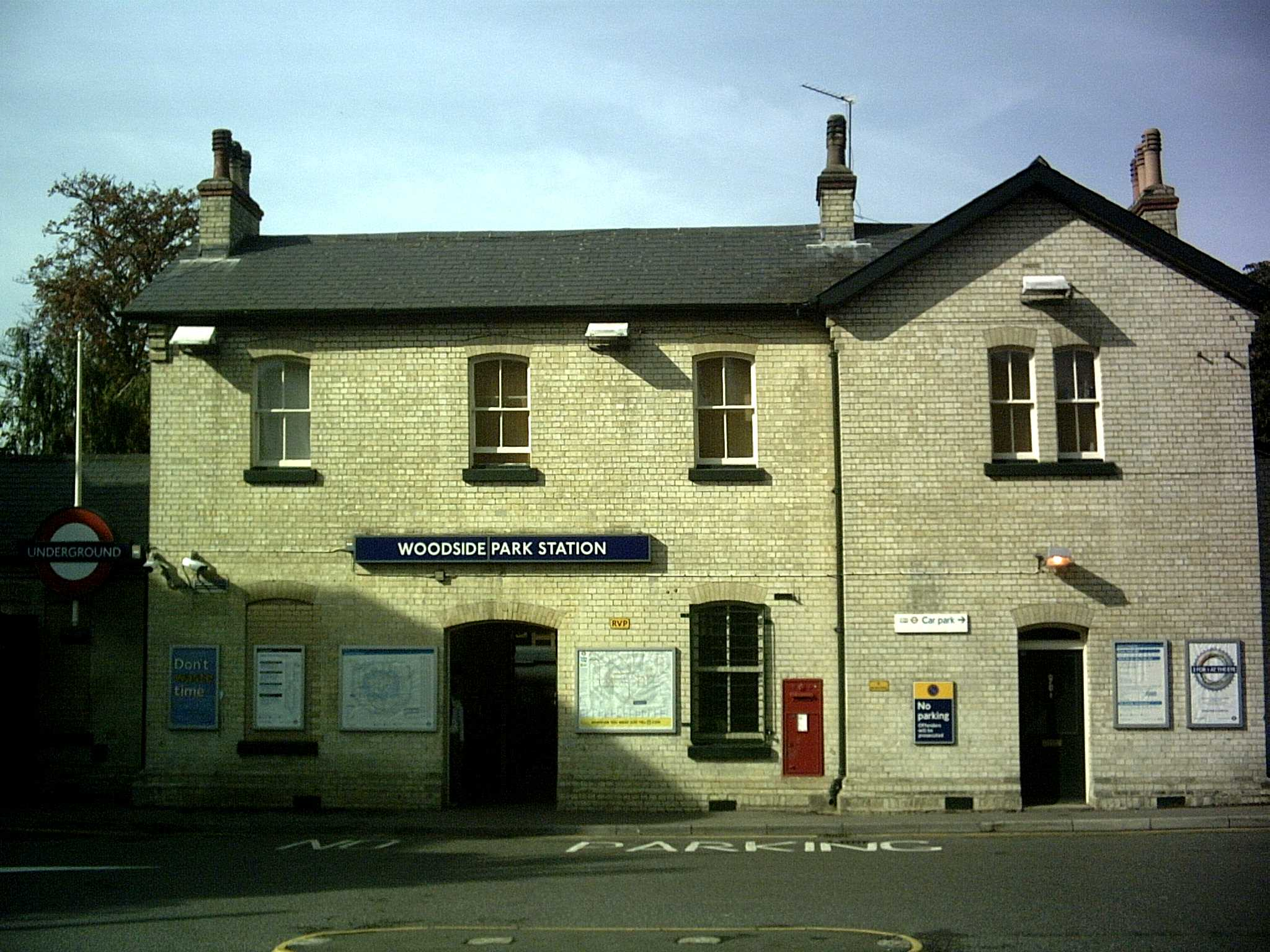
1870年に建設されたハイ・バーネット支線の典型的な駅舎の例。ウッドサイド・パーク駅

フィンチリー・アンド・ヘンドンからハイ・バーネットまでのハイ・バーネット支線は1872年4月1日、途中にウッドサイド・パーク、トテリッジ・アンド・ウェットストーンの両駅を設置して開業した。ウェスト・フィンチリーの開業は1933年と、かなり後年になってからである ).
この支線は丘の上にある大きな集落の南まで伸び、この集落はエッジウェアよりも大きな集落であったこと、フィンチリーでの宅地開発が急速に進んだことから、ハイ・バーネット支線はすぐにエッジウェアへの本線をしのぐ旅客を輸送するようになった。ロンドン中心部からの列車はハイ・バーネットに直通するようになり、エッジウェアとフィンチリーの間は単線のまま残され、区間運転の列車が走るようになった。
ハイゲートからアレクサンドラ・パレスまでのミューゼル・ヒル支線は別会社ミューゼル・ヒル鉄道によって建設され、1873年5月24日に開業した。隣接するアレクサンドラ・パレスが開業の2週間後に焼失、乗客数が激減したことから路線も休止され、宮殿再建後の1875年5月に再開されている。
1860年代にエッジウェア地区にはもうひとつの別の鉄道会社、ワトフォード・アンド・エッジウェア鉄道（英語：Watford and Edgware Railway、W&ER）が設立されており、エッジウェアとハートフォードシャーのワトフォードを結ぶ各種路線案を検討していた。ワトフォード・アンド・エッジウェア鉄道は資金集めに難航し、この会社自体と、路線建設の権利の所有者は、1930年代に路線建設が具体化するまでに何度も変わっている。

## 開発、混雑の激化と競合1900年-1918年
1900年代には、路線全体が混雑の激化への対応を迫られる状態となった。ヴィクトリア時代のロンドン市域の急速な拡大により、沿線のホーンジー、ハイゲート、ミューゼル・ヒル、フィンチリーなどの人口が急増したが、この路線には石炭や建材を運ぶ貨物列車も走っていたことから列車の運行頻度が高く、グレート・ノーザン鉄道は線路容量拡大などの有効な対応が出来ずにいた。1903年には、ハイ・バーネットからの列車はイースト・フィンチリーですでに満員となって乗車できない状態になっており、当時の客車は内側から施錠できる構造だったことから一部の乗客が鍵を模造して駅に停車しても乗客が乗り込めないよう施錠してしまう問題も発生した。罵声が飛び交うだけではなく、喧嘩が起ることもしばしばだったと言われている。
1902年にはハイゲートとミューゼル・ヒルの間に新駅クランレー・ガーデンズが、1906年にはミル・ヒル・イーストとエッジウェアの間に新駅ミル・ヒルが開業している。
1905年にはヘンドンとフィンチリーでの路面電車の運転が始まり、すぐにバーネットでも路面電車が開業した。自動車による旅客輸送の勃興と併せてグレート・ノーザン鉄道にとっての脅威となり、グレート・ノーザン鉄道は対抗のため、坂道での運転速度向上を目的とした新形蒸気機関車を導入した。
1907年6月にアーチウェイ、ゴルダーズ・グリーンまで開業した地下鉄の新路線、チャリングクロス・ユーストン・アンド・ハムステッド鉄道（英語：Charing Cross, Euston & Hampstead Railway、CCE&HR）も競合相手となったが、ゴルダーズ・グリーンからの宅地開発がエッジウェアの南にも及ぶようになっていた。
グレート・ノーザン鉄道は1911年にミューゼルヒル・アンド・パレス鉄道と改名していたミューゼル・ヒル鉄道を買収したが、第一次世界大戦の勃発により沿線の開発は中断された。

## ロンドン地下鉄への融合 1918年-1939年
1921年鉄道法により、グレート・ノーザン鉄道は1923年にロンドン・アンド・ノース・イースタン鉄道（英語：London and North Eastern Railway、LNER）の一部となった。ロンドン・アンド・ノース・イースタンは1924年1月に旧エッジウェア・ハイゲート・アンド・ロンドン鉄道の路線の電化計画を公表している。
一方で、ロンドン電気鉄道の一部となったチャリングクロス・ユーストン・アンド・ハムステッド鉄道は1901年にエッジウェア・アンド・ハムステッド鉄道が受けた路線認可を利用してゴルダーズ・グリーンからヘンドン経由、エッジウェアに設けた新駅までの路線を建設し、旧エッジウェア・ハイゲート・アンド・ロンドン鉄道と直接競合する状態となった。ロンドン電気鉄道はワトフォード・アンド・エッジウェア鉄道の権利も買収し、エッジウェアからブシー、ワトフォードへの路線建設計画を発表した。
ロンドンの公共交通機関運営会社は1933年にロンドン旅客運輸公社に統合され、公社はニュー・ワークス・プログラムと呼ばれる、下記の旧エッジウェア・ハイゲート・アンド・ロンドン鉄道に関連する計画を発表した。
1. 全線を電化し、単線で残っていたフィンチリーからエッジウェアまでの区間は複線化する。
2. ロンドン・アンド・ノース・イースタン鉄道をロンドン地下鉄のエッジウェア駅に乗り入れさせ、イースト・フィンチリーからの列車の終着駅とする。
3. 地下鉄をアーチウェイからイースト・フィンチリーまで、ロンドン・アンド・ノース・イースタン鉄道のハイゲート駅地下を経由する新線で延伸する。
4. エッジウェアからブシー・ヒース（英語版）まで延伸し、途中にブロックリー・ヒル駅（英語版）とエルストリー・サウス駅（英語版）を設ける。

イースト・フィンチリー駅とハイゲート駅の全面的な改築を含む計画の大半は順次実行に移され、電化工事も第二次世界大戦によって計画が中断するまで順調に進捗していた。工事のため、フィンチリー・セントラルとエッジウェアの間の旅客営業は1939年に休止された。

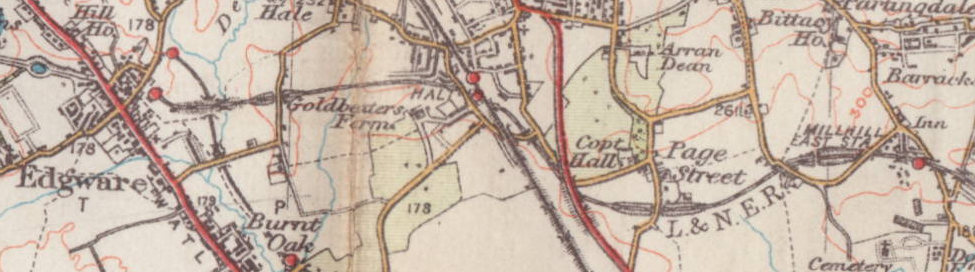
ミル・ヒル・イーストからエッジウェアまでの路線が描かれた1930年の地図

## 終焉 1939年以降
1940年4月に地下鉄の列車がイースト・フィンチリーからハイ・バーネットまでの区間で運転を開始し、ロンドン・アンド・ノース・イースタン鉄道の蒸気機関車けん引の列車は1941年3月に廃止された。地下鉄の列車は1941年5月にフィンチリー・セントラルからミル・ヒル・イーストまでの運転を開始したが、ミル・ヒル・イーストから先、エッジウェアまでの区間が電化されることはなかった。1942年、フィンズベリー・パーク – ハイゲート -  アレクサンドラ・パレスの区間の運転はラッシュ時のみとなり、ロンドン中心部への乗り入れも中止された。
戦後導入されたメトロポリタン・グリーン・ベルト計画により、沿線の住宅開発が禁止されたことから、ブシーまでの路線延伸は不要となった。延伸計画は1950年に正式に中止され、1953年にはミル・ヒル・イーストとエッジウェアの間、フィンズベリー・パークとアレクサンドラ・パレスの間の近代化計画と電化計画も中止された。
1954年7月3日、フィンズベリー・パーク - ハイゲート - アレクサンドラ・パレスの区間の定期旅客列車が廃止された。1957年にはクランレー・ガーデンズとミューゼル・ヒルの貨物営業も廃止されたことにより、ハイゲートからアレクサンドラ・パレスの路線が廃線となった。
フィンズベリー・パークからエッジウェアまでの路線では、蒸気機関車からディーゼル機関車の時代となっても、主に石炭、牛乳、建材を運ぶための貨物列車が運転されていたが、1956年大気汚染防止法の施行により暖房用としての石炭の需要が激減した。同じころ、道路の整備により小口貨物を鉄道で輸送する需要も減少していたことから、1964年にミル・ヒル・イーストからエッジウェアの間の貨物営業が廃止され、線路も撤去された。
ロンドン地下鉄はハイゲート・ウッド車両基地からフィンズベリー・パーク経由でドライトン車両基地にノーザン・シティ線の車両を入出庫させるためにハイゲート　– フィンズベリー・パーク間の地上線を利用した回送列車を主に火曜日に運転していたが、1970年9月に廃止している。1971年にこの区間の線路は撤去され、ノーザン・シティ線の車両の入出庫はニーズデンからキングス・クロス（ヨーク・ロード）、ロンドン中心部の複々線区間を経由するルートに変更された。線路撤去後、フィンズベリー・パークからハイゲート南側のトンネルの南側入口までの区間はパークランド・ウォークとして知られる直線状の都市公園となっている。ミル・ヒル・イーストからエッジウェアまでの区間はコプタル鉄道遊歩道、ミル・ヒル廃線跡自然保護地域と呼ばれる地域自然保護地域となっている。

## 駅一覧
駅名はすべて開業時のものである。

### フィンズベリー・パーク - エッジウェア線
- フィンズベリー・パーク

- ストラウド・グリーン（英語版） - 1881年開業

- クラウチ・エンド（英語版）

- ハイゲート - 地下鉄乗入前に全面改築

- イースト・エンド・フィンチリー - 1886年にイースト・フィンチリーに改称。地下鉄乗入前に全面改築

- フィンチリー・アンド・ヘンドン - 1894年フィンチリー（チャーチ・エンド）に、1940年にフィンチリー・セントラルに改称。フィンチリー地区の貨物集積駅で、2つの貨物ヤードがあった。

- ミル・ヒル - 現在はミル・ヒル・イースト。ノース・ミドルセックス・ガス会社の工場が1862年に駅近隣に建設され、燃料としての石炭輸送に1961年まで使われた。ミル・ヒル兵営が1905年に設置されている。

- ヘイル（英語版） - 1906年、ミル・ヒル牧場からの牛乳の輸送用として開業。ロンドン郊外の拡大により、ミル・ヒル・ブロードウェイと呼ばれるようになり、1910年にホーム延伸、出札口開設、駅職員の常駐が実施された。遅くとも1919年にはザ・ヘイル・フォー・ミル・ヒルに改称され、このころは石炭と通勤輸送の駅となっていた。1930年代後半の電化に備え、コンクリートでホームが延伸され、1939年には工事の加速のため駅が閉鎖された。これ以降駅が再開されることはなかった。

- エッジウェア - エッジウェアには機関庫があったが、1881年1月の嵐で倒壊し、再建されなかった。200メートル北にあるロンドン地下鉄のエッジウェア駅とは別の駅である。

### ハイゲート - アレクサンドラ・パレス線
- クランレー・ガーデンズ（英語版） - 1902年開業.

- ミューゼル・ヒル（英語版）

- アレクサンドラ・パレス（英語版）

### フィンチリー・セントラル - ハイ・バーネット線
- ウェスト・フィンチリー - 1933年ロンドン・アンド・ノース・イースタン鉄道によりチャーチ・エンド、フィンチリー、ドリス・ブルックの間に造成された住宅地のために開業。ロンドン・アンド・ノース・イースタン鉄道の、ヨークシャーより北の解体された駅の部材を用いて建設されたため、同じ区間の他の駅とは異なる雰囲気をもつ。跨線橋はバーンスレーのウィンターセット・アンド・ライヒルから転用されたものである。

- トリントン・パーク - 1889年に駅が改築された際にウッドサイド・パークに改称。1906年に石炭積込線を開設。

- ウェットストーン・アンド・トテリッジ - 後のトテリッジ・アンド・ウェットストーン。馬の病院と厩舎、幼稚園があった。

- ハイ・バーネット - バーネット・フェア（英語版）の後に開設された。この名前は鉄道駅の駅名としてつけられたものではなく、遅くとも16世紀には使われていたものある。駅の中に牛舎があった。

### その他の著名な建造物

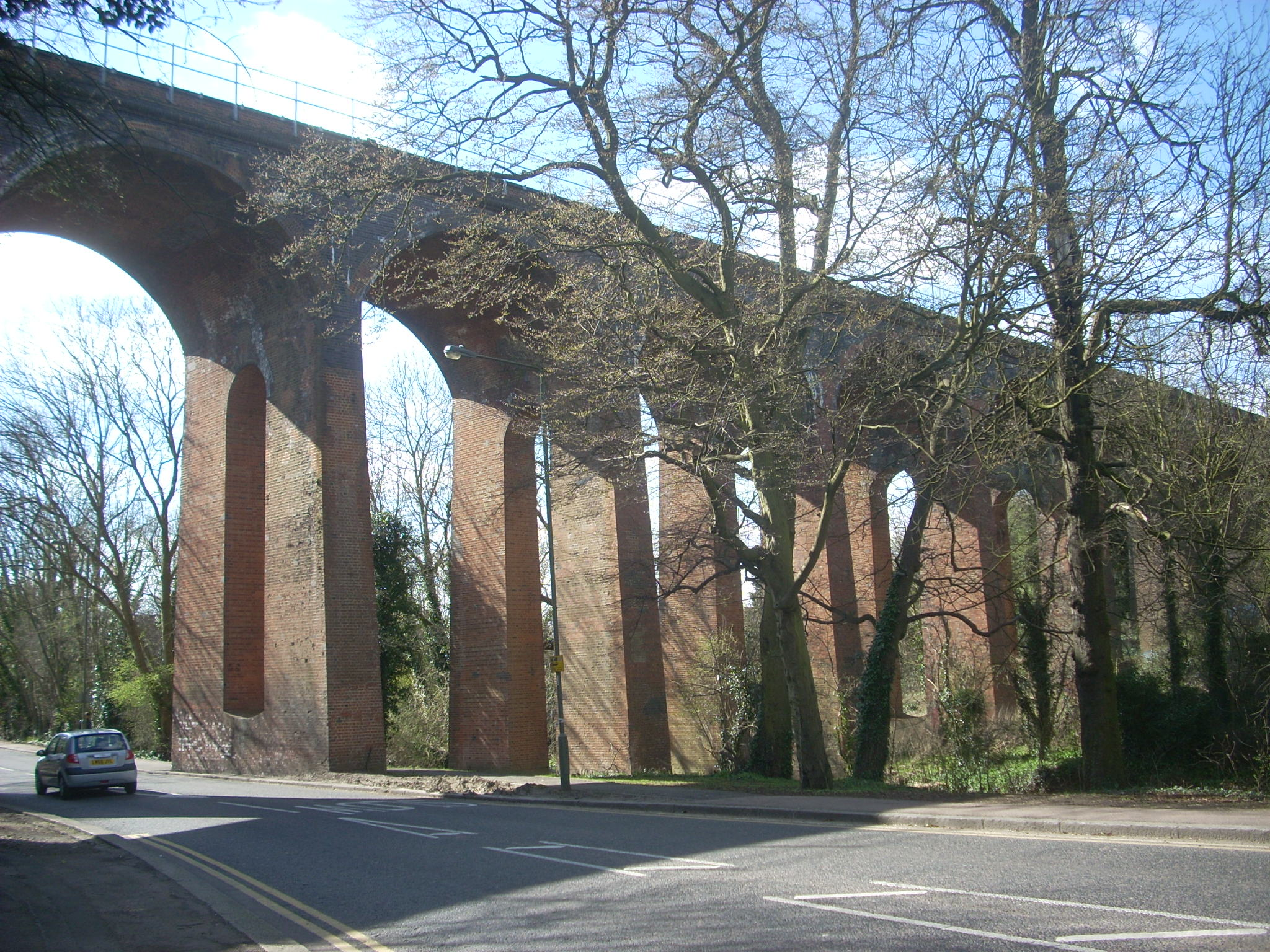
ドリス・ブルック高架橋

- ドリス・ブルック高架橋（英語版） – 桁間32フィート (9.8 m)、13連の高さ60フィート (18 m)の高架橋。ジョン・ファウラーとウォルター・マール・ブライドンの設計による、ドリス・ブルック（英語版）を越える橋。1863年から1867年にかけて建設された。

- ミューゼル・ヒル高架橋 - ミューゼル・ヒル駅に至る、レンガ積みの高架橋。ロンドン中心部が一望できる。

- ユナイテッド乳業側線 - 1920年代前半に供用が開始され、当初はマナー乳業が所有していた。1960年廃止。

## 物語での引用
アレクサンドラ・パレスへの支線は1980年の小説The Horn of Mortal Dangerの舞台となっている。物語は二人の子供がクランレー・ガーデンズ駅を探検し、ハイゲートへのトンネルに入るところから始まる。子供たちはトンネルの壁にある秘密の鉄道への入口を見つける。
ショーン・オブ・ザ・デッドでもよくこの路線が舞台となっている。